# Choral Public Domain Library
La Choral Public Domain Library (CPDL) (en español, Biblioteca Coral de Dominio Público) es un archivo de partituras centrado en música coral y vocal que está en dominio público. 

## Descripción
El sitio web CPDL.org fue lanzado en diciembre de 1998 por Rafael Ornes. En 2005 CPDL fue portado al formato wiki y ahora se conoce también como ChoralWiki. En julio de 2008  Ornes decidió abandonar el puesto de administrador y dejó las labores operacionales a cargo de un grupo de administradores de la web. Durante este proceso se nombró un comité y se crearon grupos para estudiar las necesidades de la organización (en las áreas de Gestión y Administración, Tecnologías de la Información, temas de Derechos de autor, Mantenimiento y mejora y Interacción con los usuarios) y definir el desarrollo futuro en cada una de esas áreas. Se sigue trabajando para lograr estos objetivos pero algunos resultados son ya palpables.
El formato wiki hace más fácil para los usuarios obtener más características además del mero archivo y hacer las partituras accesibles para descargar desde la CPDL, como:
- Textos originales, sus fuentes y traducciones,
- Índices cruzados de música coral según los criterios de género musical, periodo y número de voces,
- Información sobre el compositor
- Descripción y consideraciones de la interpretación pueden incluirse sobre las obras, y
- Contenidos de colecciones de música coral.

## Otros proyectos de música en dominio público
- Werner Icking Music Archive
- Proyecto Mutopía
- Kantoreiarchiv
- Proyecto Biblioteca Internacional de Partituras Musicales (IMSLP), partituras gratis de música de dominio público